# جيروم كزافييه
جيروم كزافييه (بالإسبانية: Jerome Xavier)‏ هو كاهن كاثوليكي إسباني، ولد في 1549 في Beire ‏ في إسبانيا، وتوفي في 27 يونيو 1617 في غوا في الهند بسبب حرق.